# Sophie Jeanpierre
Pour les articles homonymes, voir Jeanpierre.
Sophie Jeanpierre, née le 3 novembre 1969, est une karatéka française.
Aux Championnats du monde de karaté 1994, elle remporte la médaille de bronze en kumite par équipes. Lors des championnats d'Europe la même année, elle remporte la médaille d'or en kumite féminin des plus de 60 kg et la médaille d'or par équipes. Elle est également vice-championne d'Europe par équipes et médaillée de bronze en kumite féminin des plus de 60 kg en 1995. Elle est aussi championne de France des lourdes en 1993, 1994 et 1995 et Open en 1995.